# Uta Schorn (Schauspielerin)
Uta Schorn (* 13. Januar 1947 in Göggingen) ist eine deutsche Schauspielerin und Moderatorin.

## Leben

### Herkunft
Uta Schorn wurde als Tochter des Schauspielers und Sängers Joe Schorn und der Schauspielerin Traudi Harprecht in Augsburg-Göggingen geboren. Sie hat einen jüngeren Bruder. 1948 zog die Familie nach Bremen und 1949 nach Berlin-Friedrichshagen um, weil Joe Schorn ein Engagement am Metropol-Theater in Ost-Berlin erhielt. Schorn besuchte die Gerhart-Hauptmann-Schule in Berlin-Köpenick. Bereits während der Schulzeit spielte sie bei Theaterjugendklubs mit.

### Ausbildung und Theater
Uta Schorn studierte von 1966 bis 1970 an der Staatlichen Schauspielschule Berlin, heute Hochschule für Schauspielkunst „Ernst Busch“ Berlin. Zu Beginn ihrer Karriere spielte sie am Berliner Maxim-Gorki-Theater, unter anderem in der Jugendrevue Wenn Knospen knallen, 1972 in der Uraufführung des Theaterstücks Himmelfahrt zur Erde von Armin Stolper (1934–2020), in Das gewöhnliche Wunder von Jewgeni Schwarz (1973), jeweils unter der Regie von Wolfram Krempel, und in Adam und Eva von Peter Hacks.
Weitere Theaterengagements hatte sie an den Landesbühnen Sachsen in Radebeul, am Landestheater Halle (Der zerrissene Rubel von Sergei Antonow, Kleiner Mann – was nun?), am Fernsehtheater Moritzburg in Halle (Saale) (u. a. in Ludwig Thomas Waldfrieden und Gelähmte Schwingen, 1979, sowie in Klabunds XYZ – Ein Spiel zu dreien, 1980, Inszenierungen: Robert Trösch) und am Theater im Palast der Republik (Welt und Traum des Hieronymus Bosch von Rosemarie Schuder; Biedermann und die Brandstifter, Regie: Cox Habbema). Als Moderatorin und Darstellerin trat sie auch im Berliner Friedrichstadtpalast auf.
1995 spielte Schorn unter der Regie von Brigitte Grothum bei den Berliner Jedermann-Festspielen im Berliner Dom die Rolle der Buhlschaft. 2001 trat sie an der Komödie Dresden in der Boulevardkomödie Weekend im Paradies auf. Im Oktober/November 2006 übernahm sie die Rolle des Fräulein Schneider in einer Inszenierung des Musicals Cabaret in der Media City in Leipzig.
In der Saison 2015/16 war Schorn mit der Komödie Sei lieb zu meiner Frau von René Heinersdorff auf Theatertournee; sie trat u. a. im Theater Vorpommern und am Gerhart-Hauptmann-Theater Görlitz-Zittau auf. Im November 2016 trat sie im Berliner Kriminal Theater in der Kriminalkomödie Fisch zu viert auf.

### Film und Fernsehen
Ihr Filmdebüt gab Schorn 1969 bei der DEFA mit der Rolle der Renate in dem Spionage-Film Verdacht auf einen Toten. Danach spielte sie gelegentlich in weiteren DEFA-Produktionen, zumeist in Nebenrollen. Bekannt wurde sie insbesondere durch ihre Tätigkeit für den Deutschen Fernsehfunk (DFF) der DDR. Ab den 1970er-Jahren wirkte sie in mehreren Folgen der DDR-Kriminalserie Polizeiruf 110 und Der Staatsanwalt hat das Wort mit.  Schorn wurde in unterschiedlichen Rollen eingesetzt; oft verkörperte sie „selbstbewusste Frauen, die ihren eigenen Weg im Leben gehen“, so insbesondere in ihrer Serienhauptrolle als alleinerziehende Ärztin Dr. Uta Federau in der Arztserie Bereitschaft Dr. Federau (1988). Außerdem hatte sie eine Hauptrolle in der Fernsehserie Mit Herz und Robe (1991).
An der Seite von Gerd E. Schäfer moderierte sie fast 18 Jahre lang die Sendung Der Wunschbriefkasten.
Nach der Wiedervereinigung gelang Schorn relativ zügig der Wechsel ins gesamtdeutsche Fernsehen. Sie übernahm mehrere durchgehende Serienhauptrollen, so als Gaststätteninhaberin Sabine Boehling in der ZDF-Serie Elbflorenz, als Anna Frohner in der ZDF-Serie Der Landarzt und als Hebamme Henriette in der ZDF-Serie Frauenarzt Dr. Markus Merthin.
Von Dezember 1999 (Folge 53) bis Dezember 2014 (Folge 668) spielte sie die Chefsekretärin Barbara Grigoleit in der ARD-Serie In aller Freundschaft. Danach hatte sie noch vereinzelt Gastauftritte. Ihren letzten Auftritt in der Serie hatte sie im September 2017 (Folge 784: Eine Frage der Entscheidung).
Von 2003 bis 2019 verkörperte sie die Figur der Inge Kleist (früher: März) in der ARD-Serie Familie Dr. Kleist. In dem romantischen Fernsehfilm Sommer der Entscheidung aus der ZDF-Fernsehreihe Inga Lindström war Schorn 2008 in der Rolle der Irma Wilander, der Ehegattin des Brauereibesitzers Olof Wilander, zu sehen.

### Privates
Uta Schorn war von 1968 bis 1982 mit dem Schauspieler Tim Hoffmann (1943–2015) verheiratet. Ihre 1968 geborene Tochter Danne Hoffmann arbeitet ebenfalls als Schauspielerin. Von 1984 bis zu dessen Tod 2018 war Schorn mit dem Schauspieler Peter Zintner verheiratet, lebte aber seit 2003 getrennt von ihm. 
2014 erkrankte Schorn an Brustkrebs. Sie lebte bis 2023 in einem Haus in Berlin-Müggelheim. Im Juni 2023 gab Schorn ihren Umzug in eine Seniorenresidenz bekannt. Im September 2023 erlitt sie einen Schlaganfall. Sie musste daraufhin ihre Karriere beenden und lebt seitdem zurückgezogen.

## Filmografie (Auswahl)
- 1969: Verdacht auf einen Toten
- 1970: Mannesjahre
- 1971: Salut Germain (Fernsehserie)
- 1972: Polizeiruf 110: Verbrannte Spur (Fernsehreihe)
- 1972: Es ist eine alte Geschichte
- 1972: Polizeiruf 110: Blutgruppe AB
- 1973: Letzte Nachrichten (Fernsehtheater Moritzburg)
- 1973: Polizeiruf 110: Vorbestraft
- 1974: Der Untergang der Emma
- 1974: Der Sandener Kindesmordprozeß
- 1975: Das Mädchen Krümel
- 1976: Polizeiruf 110: Der Fensterstecher
- 1977: Zweite Liebe – ehrenamtlich
- 1978: Rentner haben niemals Zeit (Fernsehserie)
- 1978: Der Staatsanwalt hat das Wort: Ich kündige
- 1979: Polizeiruf 110: Barry schwieg
- 1981: Verbindlich reserviert (Fernsehtheater Moritzburg)
- 1981: Polizeiruf 110: Der Schweigsame
- 1981: Ein total verrückter Einfall (Fernsehtheater Moritzburg)
- 1982: Geschichten übern Gartenzaun (Fernsehserie)
- 1982: Der Zeigefinger des Chefs (Fernsehtheater Moritzburg)
- 1982: Der blaue Oskar (Fernsehtheater Moritzburg)
- 1982: Der Staatsanwalt hat das Wort: Ich bin Joop van der Dalen (Fernsehreihe)
- 1982: Das große Abenteuer des Kaspar Schmeck
- 1983: Ein Kessel Buntes (TV-Show, 1 Sendung als Moderatorin)
- 1983: Ideen hast Du, Liebling (Fernsehtheater Moritzburg)
- 1984: Eine sonderbare Liebe
- 1985: Weiße Wolke Carolin
- 1985: Das Doppelleben des Monsieur Tourillon (Fernsehtheater Moritzburg)
- 1985: Neues übern Gartenzaun (Fernsehserie)
- 1986: Polizeiruf 110: Gier
- 1987: Wie die Alten sungen…
- 1988: Bereitschaft Dr. Federau (Fernsehserie)
- 1988: Eine verfahrene Kiste (Fernsehtheater Moritzburg)
- 1988: Eine Magdeburger Geschichte
- 1990: Polizeiruf 110: Warum ich …
- 1991: Mit Herz und Robe (Fernsehserie)
- 1993–1995: Ein Bayer auf Rügen (Fernsehserie)
- 1994: Ein Fall für zwei (Fernsehserie, Folge: Wer die Treue bricht)
- 1994: Elbflorenz (Fernsehserie)
- 1994: Hallo, Onkel Doc  (Fernsehserie, 1 Folge)
- 1994–1996: Der Landarzt  (Fernsehserie)
- 1994–1997: Frauenarzt Dr. Markus Merthin  (Fernsehserie)
- 1995–2002: Für alle Fälle Stefanie (Fernsehserie, 7 Folgen, verschiedene Rollen)
- 1996: Unser Lehrer Doktor Specht (Fernsehserie, 1 Folge)
- 1997: Liebling Kreuzberg (Fernsehserie, 1 Folge)
- 1997: Das Traumschiff – Hawaii (Fernsehreihe)
- 1999–2014; 2015, 2017: In aller Freundschaft  (Fernsehserie)
- 2000: Am liebsten Marlene (Fernsehserie, 1 Folge)
- 2000: Der letzte Zeuge (Fernsehserie, 1 Folge)
- 2001: Salto Kommunale (Fernsehserie, 1 Folge)
- 2002–2005: Hallo Robbie! (Fernsehserie, 4 Folgen)
- 2003: Im Namen des Gesetzes (Fernsehserie, 1 Folge)
- 2003–2019: Familie Dr. Kleist (Fernsehserie)
- 2004: Edel & Starck (Fernsehserie, 1 Folge)
- 2005: Unser Charly (Fernsehserie, 1 Folge)
- 2008: Inga Lindström: Sommer der Entscheidung
- 2011: In aller Freundschaft: Was wirklich zählt (Fernsehfilm)
- 2011: Engel der Gerechtigkeit (Fernsehserie, 1 Folge)
- 2013: In aller Freundschaft: Bis zur letzten Sekunde (Fernsehfilm)

## Hörspiele
- 1975: Joachim Witte: Die Schlange (Kati) – Regie: Joachim Witte (Hörspielreihe: Neumann, zweimal klingeln – Rundfunk der DDR)
- 1978: Inge Ristock: Neue Aufregung um Jörg (Lore) – Regie: Inge Ristock (Hörspielreihe: Neumann, zweimal klingeln – Rundfunk der DDR)

## Buch
- Uta Schorn: Und wenn ich nüscht kann, bellen kann ich. Autobiografie. Verlag Neues Leben, Berlin 2021. ISBN 978-3-355-01905-7.